# مقاطعة كالهاون (إلينوي)
مقاطعة كالهاون (بالإنجليزية: Calhoun County)‏ هي إحدى المقاطعات في ولاية إلينوي في الولايات المتحدة الأمريكية.